# New Augusta
New Augusta is een plaats (town) in de Amerikaanse staat Mississippi, en valt bestuurlijk gezien onder Perry County.

## Demografie
Bij de volkstelling in 2000 werd het aantal inwoners vastgesteld op 715.
In 2006 is het aantal inwoners door het United States Census Bureau geschat op 695, een daling van 20 (-2.8%).

## Geografie
Volgens het United States Census Bureau beslaat de plaats een oppervlakte van
13,8 km², waarvan 13,4 km² land en 0,4 km² water. New Augusta ligt op ongeveer 35 m boven zeeniveau.

## Plaatsen in de nabije omgeving
De onderstaande figuur toont nabijgelegen plaatsen in een straal van 32 km rond New Augusta.